# Neck-thru

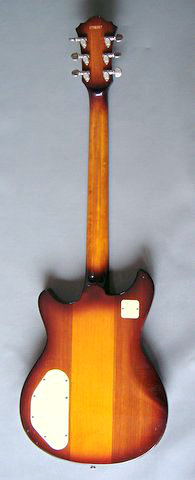
Ibanez Studio ST-100 costruita con tecnica neck-thru

Neck-through, neck-thru o neck through body (dall'inglese, letteralmente "manico attraverso il corpo") è un metodo di costruzione della chitarra elettrica e del basso che implica l'estensione del pezzo che costituisce il manico per l'intera lunghezza del corpo. Le corde, la tastiera, il ponte e i pickup sono tutti montati sul pezzo. Le parti laterali del corpo sono incollate e laminate al pezzo centrale.

## Storia
Nel 1940 Les Paul realizzò una chitarra prototipo, chiamata The Log, che può essere considerata un predecessore del neck-thru.

## Vantaggi e svantaggi
Poiché questo metodo di costruzione è molto complesso e dispendioso per le produzioni di massa rispetto alle costruzioni del manico bolt-on, è usato maggiormente nelle chitarre di alto livello artigianali ma è comunque più frequentemente utilizzato nei bassi che nelle chitarre. La costruzione neck-thru permette un accesso più semplice ai tasti più alti, in quanto l'allacciamento del manico al corpo non esiste.

## Utilizzo
Il metodo neck-thru è utilizzato da marchi come: Spector, BC Rich, Yamaha, Ibanez (principalmente per i bassi), Jackson, Conklin Guitars, PRS Guitars, Alembic, Schecter, Carvin, ESP Guitars e Rickenbacker. La Firebird e Thunderbird della Gibson sono costruite con questo metodo.